# Nước bề mặt

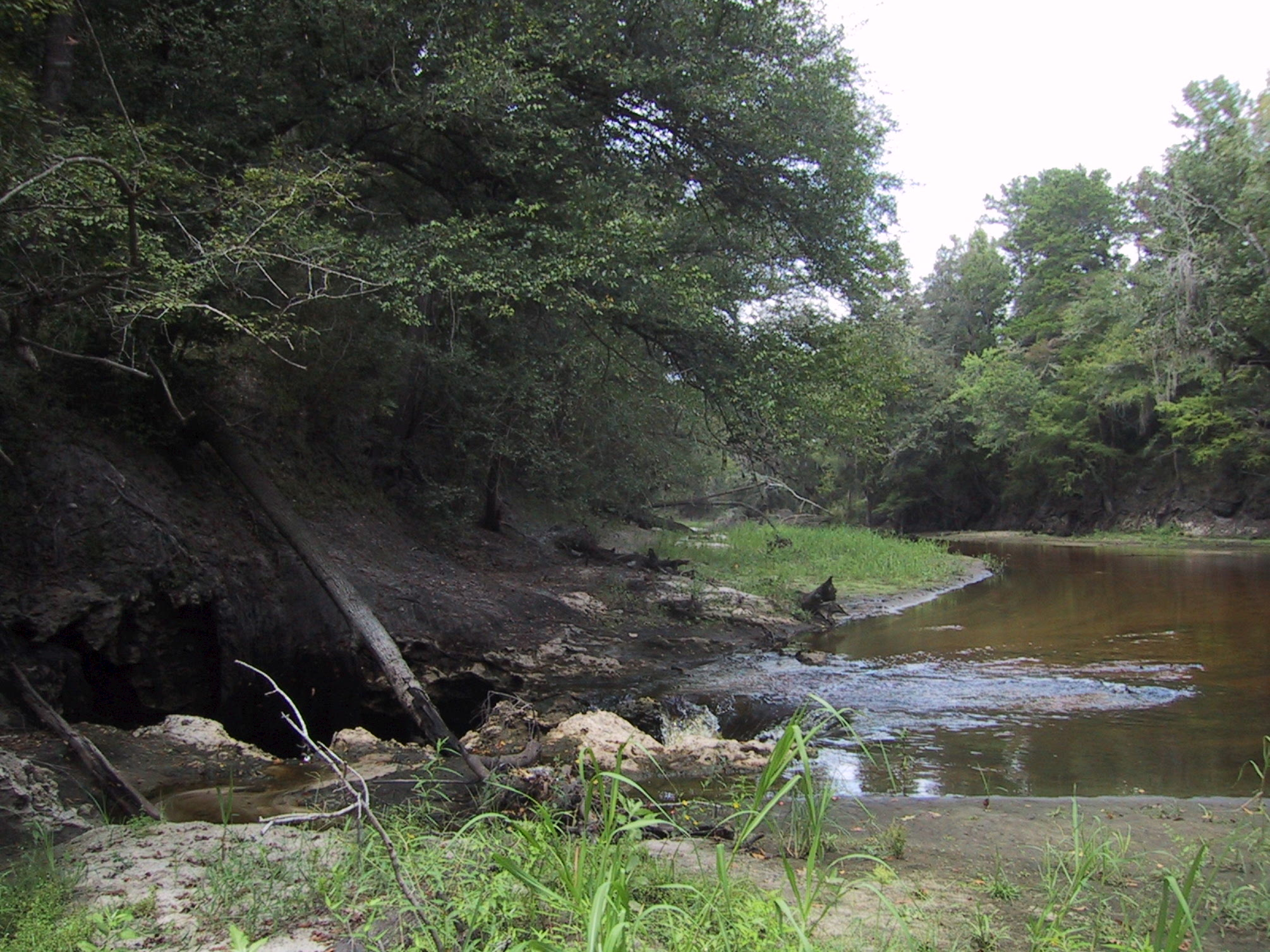
Hình ảnh nước bề mặt của Sông Alapaha gần Jennings, Florida đi vào một hố đào dẫn đến nước ngầm tầng chứa nước Floridan Aquifer.

Nước bề mặt là nước trên bề mặt của Trái Đất như ở sông, hồ, đầm lầy, hay đại dương. Nó có thể tương phản với nước ngầm và nước trong bầu khí quyển. Nước bề mặt không có muối được bổ sung bằng lượng nước mưa và lấy thêm từ nước ngầm. Nó bị mất đi do bay hơi, thấm vào mặt đất nơi mà nó trở thành nước ngầm, được cây cối sử dụng trong quá trình thoát hơi, được con người dùng để làm nông nghiệp, sinh sống, công nghiệp... hoặc thải ra biển nơi nó trở thành nước muối. Phân loại nước bề mặt và hệ thống của nó được định nghĩa trong một quy định của EU. Nó phân biệt giữa sông, hồ, nước chuyển tiếp và vùng nước ven biển.

## Sử dụng
Nước bề mặt và nước ngầm là hai thực thể riêng biệt, vì vậy chúng phải được xem là 2 hệ thống khác nhau. Tuy nhiên, nhu cầu về nước vượt trội so với nguồn cung cấp sẵn (Fetter 464) làm cho ngày càng tăng nhu cầu quản lý hai hệ thống này vì chúng là một phận của một hệ thống liên quan với nhau. Sự cạn kiệt các nguồn nước bề mặt và nước ngầm để tiêu dùng công cộng (bao gồm cả công nghiệp, thương mại và khu dân cư) là do sử dụng quá mức. Các nguồn nước gần các hệ thống sông ngòi bị bơm quá mức cũng đã làm mất hết các nguồn nước bề mặt. Nghiên cứu hỗ trợ việc này đã được tìm thấy trong nhiều ngân sách nước cho nhiều thành phố.
Thời gian đáp ứng đối với một tầng nước ngầm là dài (Young & Bredehoeft 1972). Tuy nhiên, lệnh cấm toàn bộ việc sử dụng nước ngầm trong giai đoạn suy thoái nước sẽ cho phép nước bề mặt giữ được mức nước tốt hơn cần thiết cho đời sống thủy sinh bền vững. Bằng cách giảm bơm nước ngầm, nguồn cung cấp nước mặt sẽ có thể duy trì mức độ của chúng, như khi chúng được tái phục từ lượng mưa trực tiếp, dòng chảy mặt, v.v...